# Santa Clara (Coímbra)
Santa Clara era una freguesia portuguesa del municipio de Coímbra, distrito de Coímbra.

## Otras denominaciones
La freguesia también es conocida por los nombres de São Francisco y São Francisco da Ponte.

## Historia
Fue creada en 1855.
Fue suprimida el 28 de enero de 2013, en aplicación de una resolución de la Asamblea de la República portuguesa promulgada el 16 de enero de 2013 al unirse con la freguesia de Castelo Viegas, formando la nueva freguesia de Santa Clara e Castelo Viegas.